# Hans Biesheuvel

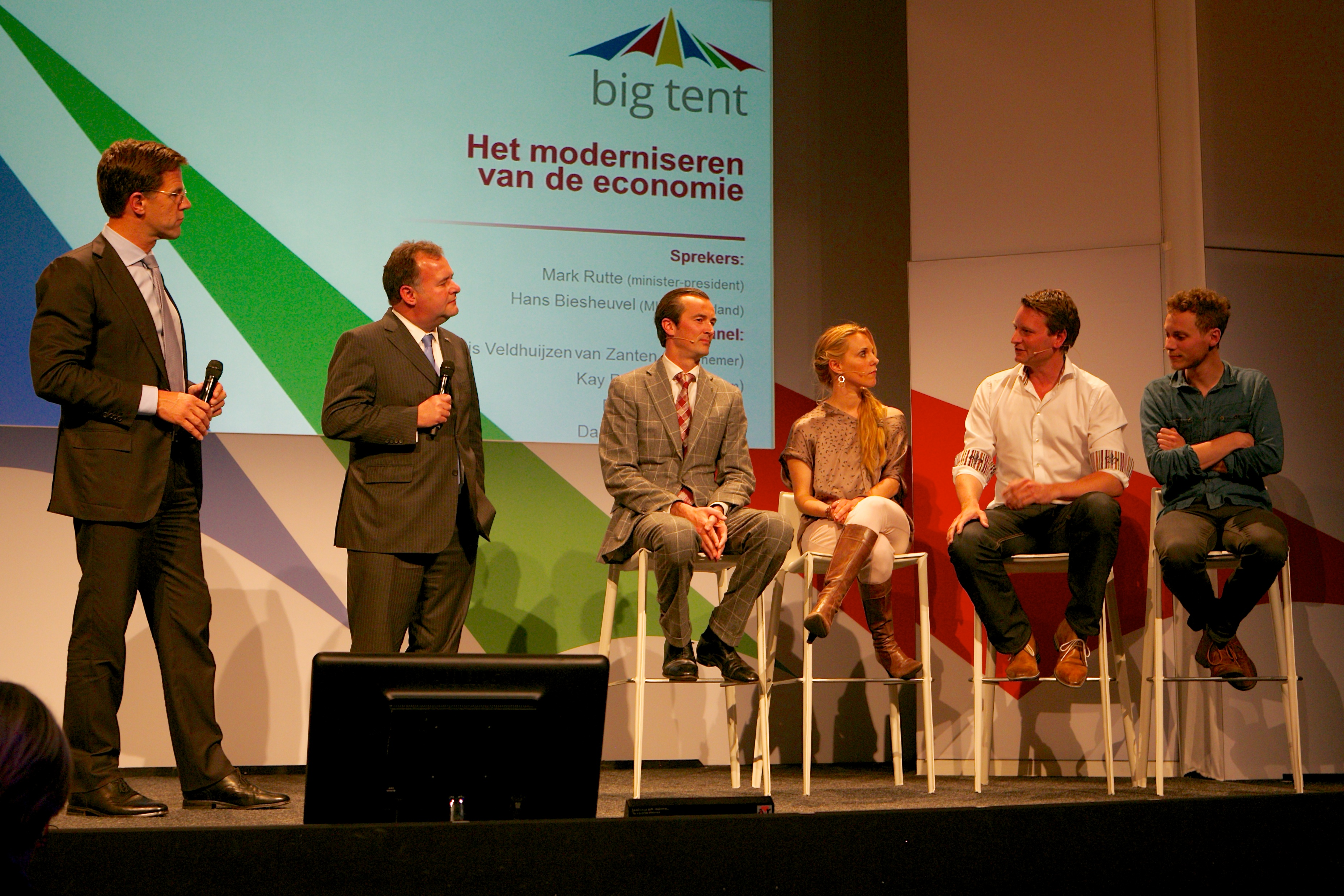
Minister-president Rutte spreekt tijdens het Google Big Tent Event in Amsterdam, gezamenlijk met MKB-voorzitter Biesheuvel, verschillende ondernemers over de rol van internet als motor voor economisch herstel.

Johannes Hendrik Abe Stefan (Hans) Biesheuvel (Den Haag, 10 maart 1965) is een Nederlands ondernemer en investeerder.
Nadat hij zijn vwo-diploma had behaald, werkte hij een tijdlang bij het ministerie van Verkeer en Waterstaat. In de avonduren deed hij een studie aan de heao. In 1988 richtte hij een technische groothandel op met de naam Biesheuvel Techniek. Twee jaar later nam hij het mechanicabedrijf Biesheuvel Groep over van zijn vader en opa. In 2000 verkocht hij dit bedrijf en begon hij investeringsmaatschappij Habest Holding. Op 1 juni 2011 werd hij voorzitter van MKB-Nederland en nam hij namens die organisatie plaats in de Sociaal-Economische Raad.
Op 1 september 2013 legde Biesheuvel zijn functie als voorzitter neer. Vicevoorzitter Michaël van Straalen werd nu waarnemend voorzitter en op 4 november 2013 voorzitter van MKB-Nederland. Een paar dagen na zijn vertrek maakte Biesheuvel bekend een nieuwe ondernemersorganisatie te willen gaan opzetten, ONL voor Ondernemers. Op 1 december 2023 volgt Erik Ziengs hem op als voorzitter van Ondernemend Nederland (ONL).